# Trogon czarnogardły
Trogon czarnogardły, trogon rdzawy (Trogon rufus) – gatunek średniej wielkości ptaka z rodziny trogonów (Trogonidae). Jest szeroko rozpowszechniony w obszarach nizinnych lasów w trzech odrębnych obszarach Ameryki Południowej i Centralnej. Jest gatunkiem najmniejszej troski.

## Systematyka
Gatunek ten po raz pierwszy zgodnie z zasadami nazewnictwa binominalnego opisał Johann Friedrich Gmelin pod nazwą Trogon rufus. Opis ukazał się w 1788 roku w 13. edycji linneuszowskiego „Systema Naturae”. Jako miejsce typowe autor wskazał Kajennę. Tradycyjnie wyróżnia się sześć podgatunków:
- T. r. tenellus Cabanis, 1862
- T. r. cupreicauda (Chapman, 1914)
- T. r. rufus Gmelin, JF, 1788
- T. r. sulphureus Spix, 1824
- T. r. amazonicus Todd, 1943
- T. r. chrysochloros Pelzeln, 1856[3]

W 2019 roku J.K. Dickens i współpracownicy zaproponowali wyodrębnienie z gatunku Trogon rufus trzech jego podgatunków, a także opisali nowy gatunek trogona Trogon muriciensis (trogon atlantycki). W 2022 roku South American Classification Committee (SACC) po głosowaniu podniósł odpowiednio podgatunki T. r. tenellus, T. r. cupreicauda i T. r. chrysochloros do rangi gatunków Trogon tenellus (trogon modrosterny), Trogon cupreicauda (trogon stokowy) i Trogon chrysochloros (trogon żółtobrzuchy). Natomiast proponowany nowy gatunek Trogon muriciensis umieszczony został w gatunku Trogon cupreicauda.

### Etymologia
- Trogon: gr. τρωγων trōgōn „owocożerny, gryzący”, od τρωγω trōgō „gryźć”[13].
- rufus: łac. rufus – „rudy"[14].

## Morfologia
Średniej wielkości ptak o długości ciała 24 cm; średnia masa ciała samców około 52 g, samic – 55 g. Występuje dymorfizm płciowy. Samce mają ciemnobrązowe tęczówki, wokół oka naga, jasnoniebieska skóra, dziób silny, żółty lub żółto-zielony. Twarz i gardło czarniawe. Głowa, kark, szyja, pierś (górna część) i plecy metaliczno zielone. W połowie piersi biała opaska, reszta dolnych części ciała: brzuch, boki i pokrywy podogonowe żółte. Skrzydła prążkowane w drobne czarno-białe paseczki. Krawędzie lotek pierwszego rzędu z białawymi krawędziami. Sterówki z wierzchu niebieskawozielone, zakończone czarnymi prążkami, od spodu białe w bardzo wąskie czarne paseczki z dosyć szerokimi czarnymi zakończeniami. Samice mają ciemnobrązowe tęczówki, wokół oka naga, biała skóra, dziób żółty lub zielono-żółty z czarniawą centralną częścią górnej szczęki. Głowa, pierś, skrzydła, plecy, kuper brązowe. Twarz i gardło brązowe. Na piersi biała, dosyć szeroka półopaska, reszta dolnych części ciała: brzuch, boki i pokrywy podogonowe żółte. Krawędzie lotek pierwszego rzędu z białawymi krawędziami. Sterówki z wierzchniej strony brązowe z czarnymi zakończeniami, od spodniej strony z wzorem czarnych prążków podobnym do samca.

## Zasięg występowania
Trogon czarnogardły jest gatunkiem osiadłym. Jego zasięg występowania według szacunków organizacji BirdLife International obejmuje 14,6 mln km². Poszczególne podgatunki zamieszkują:
- T. r. tenellus – wschodni Honduras, Nikaraguę, Kostarykę (oprócz północno-zachodniej części) i Panamę oraz najbardziej północno-zachodnią część Kolumbii,
- T. r. cupreicauda – zachodnią Kolumbię i północno-zachodni Ekwador,
- T. r. rufus – od wschodniej Wenezueli poprzez region Gujana do północnej Brazylii (rejon rzeki Rio Negro i stan Amapá),
- T. r. sulphureus – południowo-wschodnią Kolumbię, wschodni Ekwador, północno-wschodnie Peru, zachodnią Brazylię (na wschód do Rio Negro i Rio Madeira) i północną Boliwię,
- T. r. amazonicus – północno-centralną Brazylię (dolina Amazonki),
- T. r. chrysochloros – Paragwaj, północno-wschodnią Argentynę oraz wschodnią i południowo-wschodnią Brazylię (od Bahia do Rio Grande do Sul i w Mato Grosso)

## Ekologia
Głównym habitatem trogona czarnogardłego są wilgotne lasy nizinne oraz wysokie lasy wtórne. Występuje na wysokościach do 1600 m n.p.m.
Informacje o diecie trogona czarnogardłego są bardzo skromne. Dieta składa się z owoców i owadów. Jednak owady stanowią zdecydowanie pierwszy wybór. W przebadanych żołądkach okazów tego gatunku w prawie 60% znaleziono tylko owady, w 15% owady i owoce, a w 22% tylko owoce. Z owadów stwierdzono osobniki z rzędów chrząszczy i prostoskrzydłych. Długość pokolenia jest określana na 4,01 roku.

### Rozmnażanie
Okres lęgowy różni się w zależności od obszaru występowania. I tak w Kostaryce trwa od lutego do czerwca, w Panamie od kwietnia do lipca, w północno-zachodniej Kolumbii od lutego do maja. Gniazda znajdują się w płytkiej dziupli wykutej w częściowo spróchniałych pniach drzew należących do dwuliściennych, na wysokości od 0,75 do 6 m nad poziomem gruntu. Gniazda są bardzo płytkie, częściowo otwarte, brak jest w nich wyściółki, nie licząc gnijących skrawków drewna. W lęgu 2 jaja, które są owalne, lśniąco białe o długości od 22 mm do 27,6 mm. Okres inkubacji trwa około 18 dni, w wysiadywaniu jaj uczestniczą oboje rodzice. Po wykluciu pisklęta są karmione przez oboje rodziców. Pisklęta przebywają w gnieździe przez 14–15 dni od wyklucia.

## Status
W Czerwonej księdze gatunków zagrożonych IUCN trogon czarnogardły jest klasyfikowany jako gatunek najmniejszej troski (LC – Least Concern). W 2019 roku organizacja Partners in Flight szacowała liczebność populacji na 0,5–5 mln dorosłych osobników. Gatunek opisywany jest jako niepospolity i rozmieszczony plamowo. Trend populacji uważany jest za spadkowy ze względu na niszczenie naturalnego habitatu.